# Ludas
Ludas is een plaats (község) en gemeente in het Hongaarse comitaat Heves. Ludas telt 798 inwoners (2002).